# Franci Zavrl
Franci Zavrl [Fránci Zavərl], slovenski komunikacijski manager, * 3. januar 1962, Kranj

## Življenjepis

### Zgodnje življenje in šolanje
Odraščal je v delavski družini. Oče (delavec) in mati (gospodinja), sta ga vzgojila tolerantno do različnih prepričanj. Je srednji izmed šestih otrok.
Študiral je psihologijo na Filozofski fakulteti v Ljubljani, kjer so ga zanimale predvsem socialno psihološke dimenzije. Diplomiral je iz narcizma in razvijal teze Christopherja Lascha. Kot psiholog ni delal nikoli, pridobljene veščine in znanja pa uporablja ves čas.

### Razvoj kariere
Začel je kot kurir in tako spoznal Radio Študent, kjer je postal napovedovalec in leta 1986 odgovorni urednik. Zanj je to platforma eksperimenta generacije, ki se razvija skupaj z generacijami in premleva njihove izzive. Zavrl še danes dohodnino namenja Radiu Študent.
Leta 1987 je postal odgovorni urednik družbeno-kritične publikacije Mladina. Njegov vzdevek je bil Bremza, kar izhaja iz priimka Zavrl. Nikoli ni zaviral objav, razen pretirano nacionalističnih, za katere je vedel, da jih bo režim znal izkoristil proti demokratičnemu gibanju. Izhodišče Mladine je bil program za demokracijo in ne nacionalni program, čeprav je oboje pozneje sovpadalo z idejo o samostojni, demokratični državi. Mladina je tabu teme odpirala postopoma – od ekologije, svobode izražanja, človekovih pravic, politične svoboščine, migracij, povojnih pobojev, policijskega nasilja, šolske reforme, vse do jugoslovanske vojske. Vpleteni so bili v 25 sodnih procesov. S prihodom Zavrla so se pisci Vlado Miheljak, Ervin Hladnik, Ivo Štandeker, Marcel Štefančič, Melita Zajc , Miran Lesjak in drugi začeli pogumneje ukvarjati z resničnimi tabu temami, kot so politična emigracija, intervjuji z žrtvami udbaškega režima, ustaši, samomori vojakov ... Pogosto so uporabljali psevdonime za določene teme kot sredstvo zaščite. Do neke mere so bili psevdonimi načrtno izbrani in so se za posamezne teme ponavljali, niso pa jih uporabljali zgolj določeni avtorji. Za temo o šolskih reformah sta bila tako v uporabi Jasna Pokorn in Majda Vrhovnik, za druge Oto Grum ali preprosto Uredništvo. Zavrl je v nekatere svoje uvodnike z dovoljenjem avtorjev, ki se niso želeli izpostaviti, vključil njihove ostre teze in se spodaj tudi podpisal. Mladina je prva od medijev uvedla ankete javnega mnenja za podkrepitev svojih tez, vključevanje ljudi in odpiranje tem. Šli so po domovih in ljudi spraševali o njihovih spolnih praksah, mislih na samomor in številnih drugih tabu temah. Naklada je zrasla na 90.000 izvodov.

### Afera JBTZ
Zavrl je leta 1988 v Mladini objavil članek Noč dolgih nožev, ki je temeljil na magnetogramu seje Centralnega komiteja Zveze komunistov Jugoslavije, na kateri so govorili o aretaciji problematičnih civilnodružbenih aktivistov, predvsem iz Zveze socialistične mladine. Vojaško tožilstvo je posledično obtožilo izdaje zaupnega vojaškega dokumenta ter aretiralo Mladininega pisca Janeza Janšo, urednika Davida Tasića in zastavnika JLA Ivana Borštnerja. Proces proti četverici, znan kot Afera JBTZ (po kratici priimkov obtoženih) se je začel 18. julija 1988 in končal 27. julija 1988 z obsodbo četverice. Šlo je za eskalacijo napetosti med slovensko civilno družbo in JLA, proces pa je sprožil buren odziv slovenske javnosti, ki se je zbirala na protestih pred vojaškim sodiščem na Roški cesti v Ljubljani. Zahtevali so demokracijo, politični pluralizem in spoštovanje človekovih pravic.
Zaradi pritiska se je Zavrl odločil za zdravljenje v Centru za mentalno zdravje Psihiatrične klinike Ljubljana, kjer so ga lepo sprejeli. Kot edini izmed četverice se je tako branil s prostosti. Martina Tomori, Hubert Požarnik in Jože Logar so ravnali po svoji vesti in ga sprejeli kot pacienta ter ga s tem tudi zaščitili. Vojaško osebje do njega posledično namreč ni moglo pristopati brez zdravniškega spremstva. Obtožnico, ki so mu jo hoteli vložiti, je lahko vojaški kurir predal šele, ko je zdravnik potrdil, da jo Zavrl lahko sprejme. Na sodišče je z njim hodil bolniški brat. Prvič v socializmu je medicina opravila vlogo ojačitve posameznika in zaščitila njegove pravice.
Ob 25. obletnici procesa proti četverici je bila na Roški cesti v Ljubljani odkrita spominska plošča.

### Obdobje po aferi (1988–1991)
Po letu 1988 je obdobje boja za interpretacijo. Dinamično obdobje, v katerem so bili tako odnosi med člani četverice kot tudi družbene relacije podvrženi stalnim političnim igram. Zavrl svoje različice zgodbe o tem obdobju še ni izdal.

### Osamosvojitev Slovenije
Zavrl je bežno razmišljal o odhodu v politiko. Bil je na listi LDS na državnozborskih volitvah, leta 1993 pa je bil na občinskih volitvah v Kranju izvoljen za svetnika, vendar se je od politike kmalu distanciral.
Preselil se je v Ljubljano in začel z razvojem svoje poslovne kariere. Mladino je privatiziral. Začne se njegovo dolgoletno sodelovanje z Dejanom Verčičem. Skupaj z njim in Francijem Perčičem so postavili Slovensko tiskovno agencijo. Pri rojstvu STA so sodelovali številni akterji, med drugimi Manca Košir, Slava Partljič, Vinko Vasle, Stane Stanič, Jelko Kacin, Darja Groznik, Boštjan Lajovic ... Želeli so izpodriniti jugoslovansko agencijo Tanjug. Kot soavtorja sta Zavrl in Verčič izdala štiri knjige: Pristop k odnosom z javnostmi, Odnosi z mediji, Odnosi s medijima, Priročnik za javne menedžerje. Pozicionirala sta izraz »odnosi z javnostmi« na slovenskih tleh in od leta 1991 skupaj razvijala Pristop, skupino za komunikacijski management.

### Danes
Z Dejanom Verčičem sta leta 2017 ustanovila Stratkom, podjetje za strateško komuniciranje.
Januarja leta 2020 se je Stratkom skupaj z ArnoldVuga, družbo za vizualne komunikacije, in z BPCS, družbo za celovite marketinške izkušnje, povezal v Herman & partnerji, skupino za strateško, marketinško in komunikacijsko svetovanje, digilogno kreativnost in poslovno transformacijo podjetij. Franci Zavrl je partner v skupini Herman & partnerji.
Bil je predsednik SOF, slovenskega oglaševalskega festivala. Predaval je na svetovnih kongresih IPRA (Mednarodno združenje za odnose z javnostmi). Je tudi ustanovni član Slovenskega društva za odnose z javnostmi. Je zbiratelj umetniških del in je bil med leti 2004 in 2009 predsednik Sveta Moderne galerije. Aktiven je tudi v nogometu, med letoma 2006 in 2010 je bil predsednik NK Olimpija Ljubljana, od 2016 do 2020 pa podpredsednik Nogometne zveze Slovenije, kjer trenutno vodi Komisijo za profesionalni nogomet. Je tudi aktiven član Rotary kluba Ljubljana.

## Izbrana bibliografija
- Pristop k odnosom z javnostmi. V Ljubljani: Pristop, 1997. (COBISS)
- Odnosi z mediji. V Ljubljani: GV založba, 2002. (COBISS)
- Odnosi s medijima. V Zagrebu: Masmedia, 2004. (COBISS)
- Priročnik za javne menedžerje. V Ljubljani: Portis, 2006. (COBISS)